# São Lourenço dos Órgãos
São Lourenço dos Órgãos és un concelho (municipi) de Cap Verd. Està situada a la part central de l'illa de Santiago. La seu és a la vila de João Teves. Tenia una població de 7.350 habitants segons el cens de 2010 census. Limita amb els municipis de São Miguel a l'est, São Domingos al sud, Ribeira Grande de Santiago al sud-oest i São Salvador do Mundo i Santa Catarina al nord-oest.
Al seu territori hi ha part de la Serra da Malagueta, la muntanya més alta de l'illa.

## Subdivisions
El municipi consta d'una sola freguesia (parròquia civil), São Lourenço dos Órgãos. La freguesia se subdivideix en els següents assentaments (cens de 2010):
- Achada Costa (pob: 176)
- Boca Larga (pob: 477)
- Carreira (pob: 122)
- Chã de Vaca (pob: 205)
- Covada (pob: 240)
- Funco Bandeira (pobp: 157)
- Funco Marques (pob: 139)
- Fundura (pob: 112)
- João Goto (pob: 225)
- João Guela (pob: 228)
- João Teves (pob: 703)
- Lage (pob: 395)
- Lagedo (pob: 88)
- Levada (pob: 234)
- Longueira (pob: 326)
- Mato Raia (pob: 181)
- Montanha (pob: 462)
- Montanhinha (pob: 337)
- Órgãos Pequeno (també Órgãos Pequenhos) (pob: 479)
- Pedra Molar (pob: 402)
- Pico Antónia (pob: 628)
- Poilão Cabral (pob: 298)
- Ribeirão Galinha (pob: 472)
- São Jorge dos Órgãos (pob: 6)
- Várzea Fernandes (pob: 146)
- Várzea Igreja (pob: 112)

## Història
Fou creat en 2005, quan se'n va separar una parròquia de l'antic municipi de Santa Cruz per formar l'actual municipi de São Lourenço dos Órgãos.

## Demografia
| 2000  | 2010  |
| 7.847 | 7.350 |

## Punts d'interès
- Jardim Botânico Nacional Grandvaux Barbosa

## Política
El PAICV és el partit governant del municipi quan guanyà el 60,4% a les últimes eleccions.

### Assemblea Municipal
|                            | 2008 % | 2008 escons | 2012 % | 2012 escons |
| -------------------------- | ------ | ----------- | ------ | ----------- |
| PAICV                      | 70.8   | -           | 59.9   | 8           |
| Moviment per la Democràcia | 25.2   | -           | 36.8   | 5           |

### Municipalitat
|                            | 2008 % | 2008 escons | 2012 % | 2012 escons |
| -------------------------- | ------ | ----------- | ------ | ----------- |
| PAICV                      | 60.4   | 5           | 60.4   | 5           |
| Moviment per la Democràcia | 25.6   | 0           | 36.6   | 0           |